# Le Talisman des Voïvodes
Le Talisman des Voïvodes est le 84e roman de la série Bob Morane, écrit par Henri Vernes et publié en 1967 par les Éditions Gérard et Cie dans la collection Pocket Marabout.

## Résumé
Bob Morane et son ami Bill Ballantine côtoient le milieu sombre des Tziganes, en pleine crise depuis l'assassinat de Pedre Zarutti, le roi d'une des tribus, par Zarlowo le Balafré. Celui-ci a voulu se venger d'avoir été exclu du clan et tente également de devenir le nouveau Voïvode des Tziganes. Allié avec un gangster notoire (« le Sicilien »), il a en effet volé tous les insignes ancestraux, empêchant ainsi la jeune Thérésa Zarutti de succéder à son père. Il ne lui manque maintenant plus que l'anneau du dernier Voïvode, qui repose dans le cimetière d'Olomouc en Tchécoslovaquie, pour parvenir à ses fins.
En attendant, il décide de renflouer le trésor tzigane en cambriolant des bijoux et autres objets précieux dans les demeures des grands collectionneurs. Ces cambriolages ont eu lieu à Rambouillet, Nancy et Strasbourg en France, à Mannheim et à Fürth en Allemagne, et à Plzeň en Tchécoslovaquie. Son itinéraire le rapproche ainsi de Brno, où se trouve le cimetière d'Olomouc, lieu de sépulture du dernier Voïvode.
Bob et Bill proposent leur aide à Thérésa Zarutti pour retrouver les insignes et empêcher Zarlowo de s'approprier la bague du Voïvode. Ils suivent les deux malfrats à la trace à travers la France, l'Allemagne et la Tchécoslovaquie. Ceux-ci voyagent avec le Cirque L'Oiselet, lequel leur sert de façade pour accomplir leurs forfaits.

## Caractéristiques
Au cours de leur périple, Bob et Bill affrontent quelques-uns des personnages les plus monstrueux, physiquement parlant, qu'ils ont rencontrés au cours de leurs aventures. En voici la liste :
- Zarlowo, le chef de la bande, est décrit comme ayant un visage en lame de couteau et des yeux à fleur de tête. Une énorme cicatrice rosâtre lui barre la figure, allant de la tempe droite à la joue gauche en passant par l'orbite et le nez. On ne sait trop comment il se l'est faite, hormis le fait qu'il soit devenu acrobate de cirque après avoir été banni de la tribu tzigane.
- le Sicilien, son allié, est également surnommé Mâchoire de Fer. Cet ancien lutteur de foire s'amusait à martyriser un ours sur scène mais, un jour, l'animal, excédé, lui a fracassé la mâchoire d'un coup de patte. Depuis, le malfrat se l'est fait rafistoler en plaques de nickel chromé.
- Zoarac est le dresseur de serpents du Cirque L'Oiselet, et un complice de Zarlowo et du Sicilien. Il est très maigre, mesure deux mètres de haut, possède deux bras interminables assortis de longs doigts crochus qui font penser à des pattes d'araignée. Cet être sans scrupules est propriétaire de Bu-Aung-Dak, un python gigantesque qui lui obéit au doigt et à l'œil et qui sert un moment de gardien à Bob et à Bill, enfermés dans sa cage.
- les frères Dragoor, des nains, sont probablement les pires monstres du roman, tant du point de vue physique que du point de vue physiologique. Zoor, un illusionniste hors pair, n'a qu'un œil, l'autre n'ayant jamais existé; Filis, le lanceur de couteaux, a la tête tellement déformée qu'elle est d'une longueur démesurée; Goros possède des mains trois fois plus grandes qu'un homme normal et dispose d'une force incroyable pour sa taille; Yullh, un fakir qui pratique la télékinésie, est très maigre et a le sommet de son crâne artificiellement aplati.
- Nijinsky est un tenancier de taverne à Brno, qui se révélera être un allié pour Bob, Bill et Thérésa. Sa description est, elle aussi, étonnante : il a le corps démesuré, gonflé, boursouflé, supporté par des jambes courtes aux pieds énormes. Il a des bras épais et des mains monstrueuses. Il fait penser à un hippopotame sur deux pattes.
- Jarko est le gardien du cimetière d'Olomouc et un autre allié pour Bob et ses amis. Il est moins repoussant que les précédents, mais Bill Ballantine déclare tout de même en l'apercevant pour la première fois : "Et à présent voilà le monstre de Frankenstein en personne qui vient nous souhaiter la bienvenue".